# Otto van Rees (econoom)
Otto van Rees (Luik, 25 december 1825 - Utrecht, 16 mei 1868) was een Nederlandse jurist en hoogleraar economie ('staathuishoudkunde') en statistiek.

## Loopbaan
Als gevolg van de Belgische Revolutie verhuisde het gezin van zijn ouders in 1830 van het Belgische Luik naar Utrecht. Van Rees studeerde rechten in Utrecht en was daar van 1851 tot 1858 advocaat. In 1858 werd hij hoogleraar 'staatswetenschappen' In Groningen, in 1859 met de leeropdracht voor staathuishoudkunde, statistiek, staatsrecht en volkenrecht. In 1860 keerde hij terug naar Utrecht, waar hij als opvolger van Jan Ackersdijck werd benoemd tot hoogleraar staathuishoudkunde, statistiek en politieke geschiedenis.
Van Rees vestigde in 1854 zijn naam als econoom door zijn bekroonde Verhandeling over de verdiensten van Gijsbert Karel van Hogendorp, als staathuishoudkundige, ten aanzien van Nederland. Zijn biograaf J.A. Fruin schreef dat Van Rees als jonge gymnasiast met zijn vader een reisje naar Londen maakte en daar diep onder de indruk raakte van de enorme activiteit in de wereldstad, 'de wonderen der nieuwe maatschappij'. 'Toen ik uit Londen terugkwam', zo citeerde Fruin Van Rees, 'was ik reeds een econoom in mijn hart.'
Het onderzoeken van economische ontwikkelingen in de geschiedenis hoorde in de 19e eeuw bij het nog prille stadium van de economische wetenschap. Van Rees begon daarvoor aan een ambitieus project: een grote studie van de Nederlandse economie in de 17e eeuw - de periode van economische bloei - en in de 18e eeuw, de tijd van achteruitgang. In 1865 verscheen deel 1 van Geschiedenis der Staathuishoudkunde in Nederland tot het einde der achttiende eeuw; het behandelt de 17e eeuw. Deel 2 heeft de ondertitel Geschiedenis der koloniale politiek van de Republiek der Vereenigde Nederlanden; het kwam in 1868 uit. In dat jaar overleed Van Rees, waardoor het derde deel, over de geschiedenis van de 18e eeuw, niet tot stand is gekomen.
Van Rees, lid van onder andere de Maatschappij der Nederlandsche Letterkunde en de Koninklijke Nederlandse Akademie van Wetenschappen, publiceerde over economische en historische onderwerpen, in periodieken als De Gids, De Economist, het Staatkundig en Staathuishoudkundig Jaarboekje, en voor een meer algemeen publiek de Praktische Volks-Almanak. Zijn bijdragen aan het Tijdschrift voor het Armwezen laten zijn inzet voor de emancipatie van het arme volksdeel zien. Die houding maakte hem ook oprichter van de Arbeidersvereeniging in Utrecht, met de bedoeling dat die een leesbibliotheekje zou hebben waarmee de leden zich zouden kunnen ontwikkelen, en een spaarkas en begrafenisfonds waarmee ze met elkaar de problemen van plotselinge onvoorziene uitgaven konden voorkomen. Zijn plotselinge overlijden had in Utrecht veel impact. Fruin noteerde dat bij de uitvaart 'duizenden uit alle rangen en standen der maatschappij' op de begraafplaats aanwezig waren.

## Familie
Otto van Rees was een telg uit het geslacht Van Rees en een zoon van Richard van Rees, hoogleraar wis- en natuurkunde in Luik, en jonkvrouw Jacoba Elbertina de Casembroot, telg uit het geslacht De Casembroot. Hij trouwde in 1852 met Johanna Maria Constantia Vreede (1829-1897), telg uit het geslacht Vreede, met wie hij twee zonen kreeg onder wie hoogleraar Jacob van Rees (1854-1928).